# Гори Аль-Ідрісі
Гори Аль-Ідрісі (англ. Al-Idrisi Montes) — система гір на Плутоні, що розташована на заході рівнини Супутника між землею Вікінга й Вояджера. Майже 380 км у поперечнику. Назву затверджено МАСом 8 серпня 2017 року. Гори іменовано на честь Мухаммада Аль-Ідрісі – арабського географа, картографа й мандрівника.